# Anubhav Sinha
Anubhav Sinha (Allahabad, Uttar Pradesh, 22 de junho de 1965) é um diretor de cinema indiano conhecido por seu trabalho em sucessos como Tum Bin, Dus e Ra.One.

## Carreira
Antes de se mudar para Mumbai (então nomeado Bombaim) em 4 de dezembro de 1990, Sinha trabalhou por dois anos em Nova Delhi como engenheiro. Trabalhou como assistente de diretor de Pankaj Parashar até 1994 antes de se ramificar como diretor independente de televisão para a Zee TV. Também trabalhou no Sea Hawks para UTV. O programa de TV tornou-se o show número um por trinta e cinco semanas em todas as redes, setenta e dois episódios mais tarde, ele voltou para a direção de vídeos musicais.
Em 2000, deixou de trabalhar com vídeos de música para começar seu primeiro filme, Tum Bin. Em julho de 2001, Tum Bin e Aks foram lançados no mesmo dia. O segundo longa-metragem de Sinha, Aapko Pehle Bhi Kahin Dekha Hai, foi lançado posteriormente.
Seu terceiro filme, Dus, teve o maior fim de semana de abertura de 2005. Isto foi seguido por Tathastu (2006) e Cash (2007). Sinha é fundador e proprietário da Benaras Media Works, empresa de produção que ele estabeleceu em 2012 para produzir seus filmes e projetos de televisão.